# Timur Baýjanov
Timur Baýjanov (in kazako Тімұр Байжанов?, in russo Тимур Рашидович Байжанов?, Timur Rašidovič Bajžanov; Pavlodar, 30 marzo 1990) è un calciatore kazako, attaccante dell'Ekibastuz.